# Mario Escobar
Mario Alberto Escobar Toca (* 19. září 1986) je guatemalský fotbalový rozhodčí, který je od roku 2013 mezinárodním rozhodčím FIFA. Je také jedním z rozhodčích Liga Nacional de Fútbol de Guatemala.
Dne 15. května 2019 byl Escobar oficiálně vybrán jako rozhodčí pro Zlatý pohár CONCACAF 2019 v Kostarice, Jamajce a Spojených státech. Soudcoval finále mezi Mexikem a Spojenými státy, a navíc rozhodoval finále Ligy mistrů CONCACAF 2020 mezi Tigres UANL a Los Angeles FC.
Escobar byl také jedním z rozhodčích vybraných na Mistrovství světa ve fotbale do 17 let 2019 v Brazílii.
Byl nominován na Mistrovství světa 2022, a udělil zde první červenou kartu mundialu, když vyloučil velšského brankáře Wayna Hennessyho, po jeho brutálním zákroku na Mahdího Taremího v zápase Wales – Írán (0:2).

## Soudcovaná utkaní na MS 2022
| Fáze               | Datum              | Tým 1 | Skóre | Tým 2 |         |         |
| ------------------ | ------------------ | ----- | ----- | ----- | ------- | ------- |
| Základní skupina B | 25. listopadu 2022 | Wales | 0 : 2 | Írán  | 3 (1+2) | 1 (1+0) |